# 1923 na rádio
Nesta página encontrará referências aos acontecimentos directamente relacionados com a rádio ocorridos durante o ano de 1923.

## Eventos
- 20 de Abril - É fundada a primeira estação de rádio do Brasil. A Rádio Sociedade do Rio de Janeiro por Edgar Roquette-Pinto e Henry Morize.

## Nascimentos
| Data          | Nome               | Profissão                                             | Nacionalidade | Observações | Ref |
| ------------- | ------------------ | ----------------------------------------------------- | ------------- | ----------- | --- |
| 3 de janeiro  | Estevam Sangirardi | radialista, comentarista esportivo, escritor          | Brasil        | m. 1994     |     |
| 26 de maio    | Ayres Campos       | cantor, empresário, ator de rádio, cinema e televisão | Brasil        | m. 2003     |     |
| 12 de outubro | Fernando Sabino    | escritor e jornalista                                 | Brasil        | m 2004      |     |

## Mortes
| Data | Nome | Profissão | Nacionalidade | Observações | Ref |
| ---- | ---- | --------- | ------------- | ----------- | --- |